# همچون سرو
همچون سرو یک مجموعه تلویزیونی محصول سال ۱۳۸۹ به کارگردانی بیژن بیرنگ، نویسندگی علی خودسیانی و تهیه‌کنندگی بیژن بیرنگ و مهران رسام می‌باشد که از شبکه دو پخش شد. این مجموعه در ۲۶ قسمت ۴۵ دقیقه‌ای تهیه شد و روایتگر روابط نیروهای مستقر در یک پایگاه پشتیبانی پشت خط مقدم جنگ است که در هر قسمت به موضوعی مستقل در خصوص هشت سال دفاع مقدس و نیز روابط انسانی افراد این پایگاه می‌پردازد.

## بازیگران
- پژمان بازغی
- گوهر خیراندیش
- رحیم نوروزی
- رضا یزدانی
- ساربه اوحانیان
- سوگل قلاتیان
- سولماز آقمقانی
- سیاوش خیرابی
- صادق هاتفی
- لاله اسکندری
- مالک سراج
- محمدرضا حیدری